# 少年トラウマ〜明日の君へ〜
「少年トラウマ〜明日の君へ〜」（しょうねんトラウマ あしたのきみへ）は、Sunyaの楽曲。自身が作詞・作曲を手掛けた。Sunyamの4枚目のシングルとしてKi/oon Recordsから発売された。

## 解説
初回仕様限定盤にはスペシャルライブ応募ハガキ封入。（A賞:スペシャルライブ招待　B賞:Sunya オリジナルポスターでヤンス）表題曲のビデオクリップを、「ケイゾク」「トリック」「20世紀少年」など多くのヒット作を持つ映画監督、堤幸彦が手掛けた。

## 収録曲

### CD
1. 少年トラウマ〜明日の君へ〜 [4:50]
作詞：作曲：Sunya　編曲：藤澤慶昌
2. 恋花火（4:51）
作詞：作曲：Sunya　編曲：川口大輔
3. 雨上がり -autumn rain ver.- [4:57]
作詞：作曲：Sunya　編曲：Taiki
4. 少年トラウマ〜明日の君へ〜 -Instrumental- [4:50]

## スペシャルサイト
みんなでつくる、みんなの背中を押すサイト 少年トラウマ.com